# فیلی‌بوویر
فیلی‌بوویر (انگلیسی: Filibuvir) یک مهارکننده غیرنوکلئوزیدی خوراکی NS5B بود که توسط شرکت فایزر برای درمان هپاتیت ث توسعه یافته بود. به پاکت غیر کاتالیزوری Thumb II آلوستریک پلیمراز ویروسی NS5B متصل می‌شود و باعث کاهش سنتز RNA ویروسی می‌شود. این یک مهارکننده قوی و انتخابی است، با میانگین IC50 0.019 میکرومولار در برابر پلیمرازهای ژنوتیپ ۱. چندین جهش مقاوم به فیلی‌بوویر شناسایی شده است که M423 شایع‌ترین جهش پس از تک درمانی فیلی‌بوویر است. قرار بود دو بار در روز مصرف شود.
پژوهش‌های آن در فوریه ۲۰۱۳ به دلایل استراتژیک متوقف شد.